# Anthonius Busenius
Anthonius Busenius, död 1579, var en nederländsk apotekare som tjänstgjorde hos Erik XIV och Johan III.
Busenius fick år 1575 apoteksprivilegium att ta en del av det kungliga slottets medicinförråd och flytta ut det i staden, för att kunna sälja läkemedel till allmänheten. Detta räknas som det första kungliga apoteksprivilegiet i Sverige. Efter ett antal år flyttade apoteket tillbaka till slottet, men flyttades 1625 åter ut i staden, nu till Tyska brinken; det drivs då av apotekaren Philip Magnus Schmidt. Sedan någon gång från senare delen av 1600-talet blir apoteket känt under namnet "Apoteket Lejonet".